# Nathaniel Lammons
Nathaniel Lammons (født 12. august 1993 i Arlington, Texas, USA) er en professionel tennisspiller fra USA.